# オロト酸尿症
オロト酸尿症 (Orotic aciduria) は遺伝子疾患の一つである。オロト酸が尿中に大量に排泄され、貧血や精神・身体的遅滞が引き起こされる。

## 症状
オロト酸の排泄に加えて、ビタミンB12や葉酸で治療できないタイプの巨赤芽球性貧血が起こる。
また、DNA・RNA合成が阻害され、成長障害が起こる。これにより精神・身体的遅滞が引き起こされる。

## 原因

常染色体劣性遺伝する。

常染色体劣性遺伝する疾患であり、オロチン酸ホスホリボシルトランスフェラーゼとオロチジン5'-リン酸脱炭酸酵素の機能を併せ持つ酵素、ウリジン一リン酸合成酵素（UMPS）の欠損により発病する。
オロト酸の増加は尿素回路の阻害、特にオルニチントランスカルバミラーゼ欠損症 (OTC deficiency) によっても起こり得る。この場合、血中のアンモニア濃度が上昇し、尿素窒素が低下するために、遺伝性のオロト酸尿症と区別できる。

## 治療
シチジル酸やウリジル酸、または体内でUMPとなるウリジンを投与することで、ピリミジン塩基の生合成が可能となり、尿中のオロト酸や貧血を軽減できる。